# Esame del succo gastrico
L'esame del succo gastrico è un esame diagnostico invasivo di secondo livello, comunemente usato per quantificare il reflusso gastroesofageo.
L'esame è usato per:
- Valutare il grado di acidità dell'esofago in eccesso
- Abbinare i sintomi agli episodi di reflusso
- Valutare la chirurgia anti-reflusso
- Valutare l'efficacia dei trattamenti farmacologici o chirurgici

## Storia
I primi tentativi di rilevare e misurare il reflusso gastroesofageo risalgono all'inizio degli anni sessanta del Novecento. Johnson e DeMeester furono i primi ricercatori che si impegnarono in questi test e proposero un metodo per interpretarne i dati.
All'inizio, per condurre il test era necessario che il paziente rimanesse ricoverato in ospedale per almeno 24 ore: per monitorare in maniera continua il pH intraesofageo venivano infatti utilizzati dei grandi elettrodi in vetro. I primi test con monitoraggio di tipo ambulatoriale furono presentati nella seconda metà degli anni ottanta.
Inizialmente questi test erano usati per studiare la fisiologia del reflusso. In seguito, la pH-metria esofagea è usata soprattutto per valutare i sintomi esofagei del paziente, valutando la quantità e il grado di acido che refluisce nell'esofago e controllando la corrispondenza tra i sintomi e un'esposizione patologica all'acido. 

## Tecnica

### Elettrodi
Per misurare il pH esofageo in primo luogo sono necessari elettrodi per pH. Questi elettrodi devono essere piccoli e solidi in modo da rimanere nella posizione desiderata durante l'esame; devono inoltre avere un valore del pH inferiore a 7 e non devono essere influenzabili dalla temperatura. La sonda o il catetere per rilevare il pH deve essere facile da calibrare e monouso (o facile da sterilizzare) per evitare la trasmissione di agenti patogeni. Per uso intraesofageo sono disponibili elettrodi monopolari e combinati: il primotipo richiede un elettrodo di riferimento cutaneo esterno, il secondo, invece, ha un elettrodo di riferimento già incorporato.
L'elettrodo del pH deve essere calibrato attentamente poiché anche piccoli errori nella calibrazione possono portare a risultati inutilizzabili. Le sonde sono calibrate in soluzioni standard di pH noto, compatibili con il tipo di elettrodo, e la calibrazione deve essere eseguita con un tampone acido (pH inferiore a 4) e un tampone neutro (pH 7).

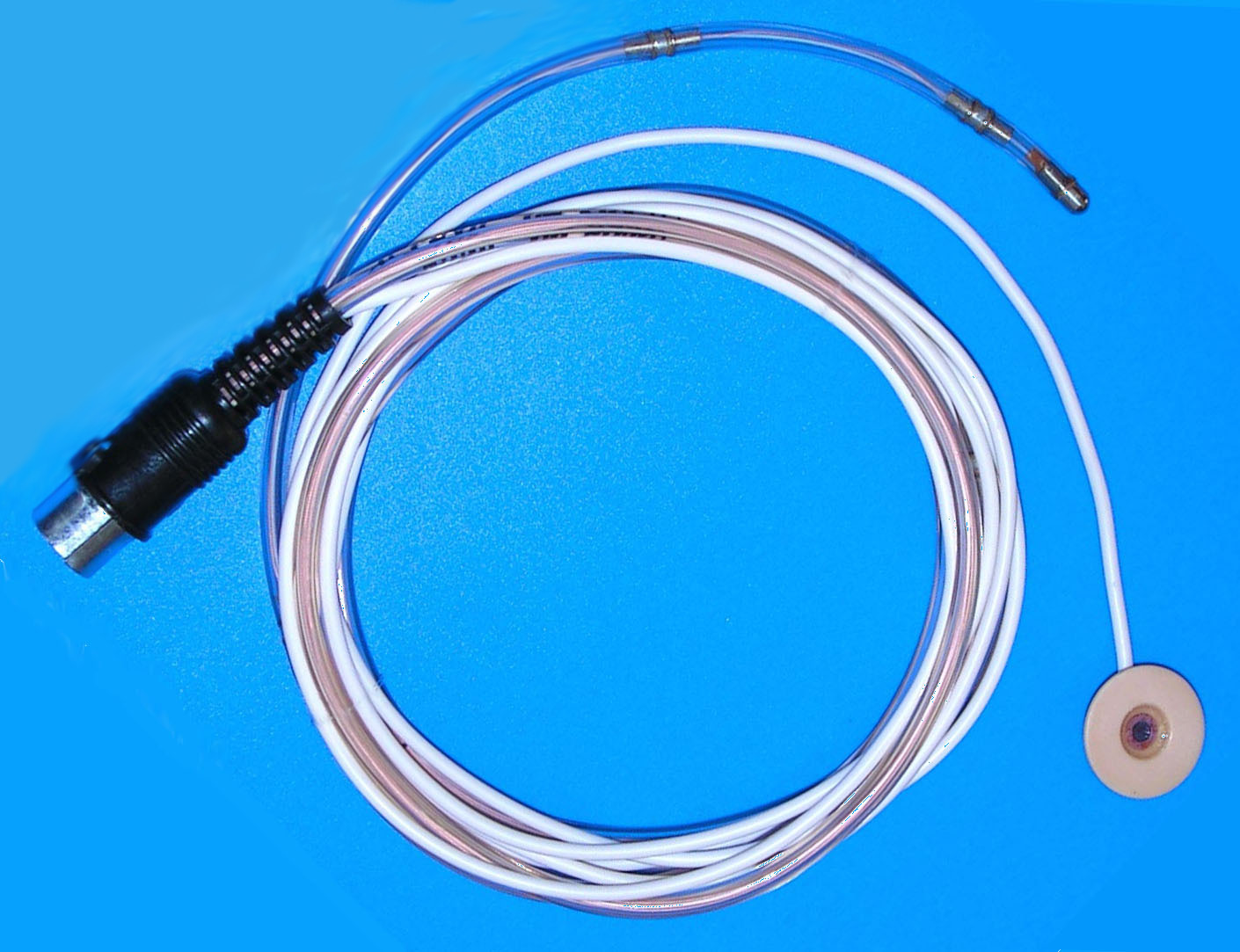
Sonda per la misurazione del pH nella pH-metria

Gli elettrodi di vetro per uso multiplo e gli ISFET (Ion-Sensitive Field-Effect Transistor) sono i migliori per misurare il pH dei fluidi corporei. In questi elettrodi la misura del pH viene eseguita in quanto all'interfaccia liquido-vetro si genera un potenziale elettrico proporzionale alla concentrazione di H+ su entrambi i lati della copertura in vetro.
Esistono degli elettrodi in antimonio monocristallino che hanno proprietà fisiche meno soddisfacenti di quelle degli elettrodi in vetro ma sono più piccoli ed economici.
L'elettrodo è generalmente posizionato 5 cm sopra lo sfintere esofageo inferiore, in modo tale da evitare che entri nello stomaco durante l'esame a causa dei movimenti del paziente. Il modo più preciso per localizzare lo sfintere esofageo inferiore è la manometria. Tuttavia, poiché questa tecnica non è ampiamente disponibile, vengono utilizzati altri strumenti che consentono la localizzazione tramite un trasduttore a pressione che viene posizionato sulla sonda pH e consente di valutare l'area ad alta pressione dello sfintere esofageo inferiore. 

### Apparecchiature di registrazione
Le prime registrazioni ambulatoriali sono state ottenute con registratori portatili a nastro magnetico. Successivamente sono stati utilizzati registratori digitali. I misuratori di pH più recenti hanno consentito l'analisi informatizzata dei dati facilitando notevolmente la registrazione e consentendo di elaborare una grande mole di dati in pochi minuti. Il software di questi dispositivi permette di registrare il pH anche se il paziente si trova in posizione eretta, supina o durante l'alimentazione e permette di segnare il momento preciso in cui percepisce i sintomi del reflusso, che si tratti di bruciore di stomaco, rigurgito o nausea.

### Interazione con dieta, assunzione di farmaci e comportamenti del soggetto
L'accuratezza dell'esame aumenta se viene eseguito su un paziente che segue una dieta normale. Inoltre, i farmaci che influenzano la motilità esofagea e la produzione di acido gastrico devono essere sospesi prima dell'esame.
- Gli antiacidi che agiscono neutralizzando l'acido gastrico devono essere sospesi almeno 24 ore prima dell'esame.
- I farmaci procinetici devono essere sospesi almeno 72 ore prima
- I bloccanti del recettore H2 devono essere sospesi almeno 48 ore prima
- Gli inibitori della pompa protonica devono essere sospesi almeno 1 settimana prima

Per quanto riguarda l'attività fisica, l'esercizio favorisce il reflusso esogastrofageo. Infatti, generalmente, si rileva più reflusso nei pazienti ambulatoriali rispetto ai pazienti ospedalizzati. Ci sono studi che collegano il sedentarismo a un record inferiore di reflusso il che riduce l'affidabilità dell'esame. È quindi consigliato che l'esame venga condotto su pazienti che svolgono le normali attività fisiche.
Al paziente che si sottopone all'esame viene chiesto di annotare l'orario dei pasti, il tipo dei pasti ed eventuali sintomi per tentare di stabilire eventuali relazioni causa-effetto.

## Monitoraggio wireless
Il monitoraggio del pH esofageo può essere effettuato anche utilizzando una capsula wireless in grado di misurare il livello del pH. Come nella pH-metria tradizionale, la capsula viene posizionata per via endoscopica 5 cm sopra lo sfintere esofageo inferiore e monitora in maniera costante l'esposisizione al pH acido (pH < 4) per 48 ore.
Il paziente deve registrare i sintomi e i pasti durante tutta la prova.
La capsula di solito cade nelle feci spontaneamente entro una settimana e poiché è di tipo wireless non è necessario recuperarla per scaricare i dati.